# ハンス＝ユルゲン・フォン・アルニム
ハンス＝ユルゲン・テオドール・フォン・アルニム（Hans-Jürgen Theodor von Arnim、1889年4月4日 - 1962年9月1日）は、ドイツの陸軍軍人、最終階級は陸軍上級大将。第二次世界大戦中、北アフリカ戦線において第5装甲軍を指揮した。

## 経歴
16世紀から続く貴族の家系に、シレジア地方で生まれる。父ハンスはプロイセン軍少将。1908年に入営してポツダムの第1近衛歩兵連隊に配属され、翌年少尉に任官。第一次世界大戦に従軍し、終戦時は大尉で大隊長だった。大戦中の1917年にベルリンで軍人の娘と結婚。
1938年に少将に昇進。第二次世界大戦勃発直後の1939年9月に第52歩兵師団長に補される。同年12月、中将に昇進。翌1940年10月、第17装甲師団長に就任。
1941年6月22日に始まった独ソ戦では第17装甲師団は中央軍集団第2装甲集団配下として従軍するが、アルニムは6月28日にベラルーシで負傷し長期療養を余儀なくされる。9月4日にはこれまでの戦功で騎士鉄十字章を授与され、その後回復した彼は9月中旬に師団へ復帰する。
タイフーン作戦におけるヴャジマ・ブリャンスク二重包囲戦ではブリャンスクを占領するなど活躍した。
11月トゥーラ前面で北方軍集団戦区ヴォルホフ戦線の第39軍団(自動車化)司令官に任命され、スヴィリ河でフィンランド軍部隊と連結するよう命令を受けた。しかし、12月ソ連軍精鋭シベリア部隊の強力な反撃に直面し、アルニムはチフヴィン(ティフヴィン)で頑強に抵抗した後でヴォルホフまでの撤退を圧倒的不利な状況下で成功させた。これは彼の能力を上層部に認識させる事となった。同月17日に装甲兵大将に昇進。
1942年5月アルニム率いる軍団は長らくソ連軍の包囲下であったホルムを解放した。次いで第39装甲軍団(改称)は中央軍集団第9軍配下となり第二次ルジェフ会戦においてソ連軍の攻撃を良く防いだ。上官にあたる第9軍司令官ヴァルター・モーデル上級大将は、アルニムを「精力的で責任感が強く、決して動揺することのない防御戦向きの将軍」と評している。
1942年12月、上級大将に昇進して北アフリカ戦線チュニジアの第5装甲軍司令官に就任した。翌年3月にはエルヴィン・ロンメル元帥の後を継いでアフリカ軍集団司令官に就任するが、5月に枢軸軍残余部隊とともにチュニスで連合軍に降伏した。
残りの大戦期間をイギリスのトレント・パーク捕虜収容所、次いでアメリカ合衆国内の収容所で過ごし、1947年に釈放された。西ドイツのバート・ヴィルドゥンゲンで死去した。